# Principe Evillo
Il Principe Evillo, super criminale dell'Universo DC, creato da Nelson Bridwell e Curt Swan, comparve per la prima volta nella serie di fumetti Adventure Comics n. 350 del novembre 1966. 

## Biografia del personaggio
Evillo è il principe di Tartarus, pianeta perpetuamente buio, noto come paradiso dei criminali. Governa il pianeta come dittatore grazie ai suoi poteri: è infatti in grado di assorbire il male e convertire le persone innocenti rendendole malvagie.
Evillo ha guidato un gruppo di criminali chiamati "La Dozzina del Male", che inviava sugli altri pianeti per commettere crimini e nefandezze. È così che lui e i suoi scagnozzi si scontrano contro la Legione dei Super-Eroi; nel combattimento successivo Evillo è anche responsabile della cattura di Lightning Lad. Con l'aiuto di Star Boy e Dream Girl (mascherati da "Sir Prize" e "Miss Terious"), la Legione riesce a sconfiggere Evillo e a liberare Lightning Lad.
In Crisi finale: La Legione dei 3 mondi n. 2, il cadavere di Evillo viene resuscitato da Mordru perché attacchi la Legione. Le esatte circostanze della sua morte non state chiarite, ma Mordru fece riferimento a coloro che morirono di dolore e torture per sua mano, indicando così che fu lui ad uccidere il principe di Tartarus.
Dopo la morte di Mordru per mano della Strega Nera, Zerox fu trasformato in un pianeta più lucente. Successivamente una statua di Evillo e Glorith comparvero vicino all'ex castello di Mordru.

## Poteri e abilità
I poteri del Principe Evillo includono la magia e la stregoneria, con cui può inviare le persone nel Regno dell'Oscurità. Può anche far crescere delle corna da un dispositivo bio-energetico; queste corna gli conferiscono i poteri di ipnosi e di emettere "raggi oscuri".